# تورس‌تورپ
تورس‌تورپ (به سوئدی: Torestorp) یک منطقهٔ مسکونی در سوئد است که در بخش مارچ واقع شده‌است. تورس‌تورپ ۰٫۷۰ کیلومتر مربع مساحت و ۴۱۹ نفر جمعیت دارد.